# VX
VX (O-ethyl-S-(2-(di-isopropylamino)ethyl)-methylfosfonothiolaat) is een zenuwgas dat tot de organofosfaatesters behoort en dat zich naast de extreem hoge giftigheid vooral kenmerkt door lange persistentie in de grond (2-6 dagen). Organofosfaten zijn acetylcholinesteraseremmers die de signaaloverdracht bij de cholinerge synaps verstoren, waarbij VX het krachtigste zenuwgas is. De LD50 bij opname via de huid is 10 mg per man van 70 kg. In het lichaam leidt VX tot functieverlies van het ademhalingsstelsel, de bloedsomloop en de skeletspieren. Een tegengif bij een VX-besmetting is een injectie met 2 mg atropine, een acetylcholine-antagonist.

## Geschiedenis

### Ontdekking
VX behoort tot de organofosfaten en is aan het begin van de eenentwintigste eeuw het giftigste chemische wapen. Verbindingen in deze categorie  werden onafhankelijk van elkaar ontdekt door Ranaji Ghosh van Imperial Chemical Industries, Gerhard Schrader van Bayer, en door Lars-Erik Tammelin van het Zweedse defensie-onderzoeksinstituut (FOA) in 1952-1953. Organofosfaten werden in eerste instantie ontwikkeld voor het gebruik als insecticiden. Later werd de giftigheid voor mensen bekend en werden de producten van de markt gehaald. Onder deze producten was ook VG, ook bekend als Amiton, een voorloper van VX. De Britse overheid heeft vervolgens het potentieel van deze stoffen als chemisch wapen erkend.
VX is voor het eerst gesynthetiseerd in 1955 door Ranaji Ghosh. Daarna hebben specialisten in chemische wapens te Porton Down (een militair centrum voor wetenschap in Groot-Brittannië) het middel onderzocht op toxiciteit en fysieke eigenschappen. Zij hebben hun informatie met het Amerikaanse leger gedeeld, waarop FMC Corporation in 1959 de rechten voor de massaproductie van VX kreeg. Voor de productie werd een voormalige kerncentrale in Newport (Indiana) gekozen, die eerder werd ingezet voor de productie van zwaar water. De kerncentrale heeft van 1961 tot 1968 een hoeveelheid van 10 ton VX per dag geproduceerd. Tot 2004 is in Newport 1200 ton VX opgeslagen geweest.
De productie van VX is chemisch gezien niet moeilijk, maar wel heel gevaarlijk.
Sinds 1997 is het bezit, de productie en de ontwikkeling van VX verboden op grond van het Verdrag chemische wapens.

### Incidenten
Het grootste bekende ongeluk met VX gebeurde op 13 maart 1968 in de Dugway Proving Ground in Utah, waar 9 kg VX vrijkwam en ongeveer 6000 schapen in de aangrenzende gebieden omkwamen. Het ongeluk is bekend als Dugway sheep incident.
De Japanse sekte Aum Shinrikyo heeft in de jaren negentig zowel sarin als VX gebruikt om vijanden te elimineren en algemene paniek in Japan te zaaien. Er zijn minstens 20 sterfgevallen bekend in verband met Aum Shinrikyo en het gebruik van VX.
Er is gerapporteerd dat Irak onder Saddam Hoessein 50 ton VX geproduceerd heeft en het gebruikt heeft tegen Koerden bij de gifgasaanval op Halabja. Het gif zou ook gebruikt zijn tijdens de Irak-Iranoorlog. Er is geen bewijs dat Saddam Hoessein gif heeft gebruikt in de Golfoorlog.
De moord op 14 februari 2017 op Kim Jong-nam, de halfbroer van de Noord-Koreaanse leider Kim Jong-un, is volgens een voorlopige analyse van de Maleisische politie uitgevoerd met het zenuwgas VX. Op het gezicht van Kim Jong-Nam zouden sporen van het gas zijn aangetroffen. De stof zou "binair" op zijn gezicht zijn aangebracht, zodat het VX zich vormde op het gezicht. Daardoor kon Kim Jong-nam nog enige tijd doorlopen.

## Opname
VX is bij kamertemperatuur een olie die langzaam verdampt. De stof is veel minder vluchtig (10,5 mg/m3 bij 25 °C) dan andere zenuwgassen zoals sarin (22 000 mg/m3 bij 25 °C), soman (3900 mg/m3 bij 25 °C) of tabun (610 mg/m3 bij 15 °C). Vanuit militair oogpunt is opname via de huid of longen interessant. Opname via de huid gebeurt met de vloeibare vorm van VX, terwijl de opname via de longen alleen voor VX als aerosol of damp mogelijk is. Beide alternatieven zijn onderzocht en verschillen in absorptie-effectiviteit, snelheid en in toxiciteit.

## Toxicokinetica

### Absorptie
De tijd tussen huidcontact met VX en het begin van symptomen is afhankelijk van de concentratie, de plaats van contact met het lichaam (hoofd, voet), temperatuur en vochtigheid. Bij inhaleren van VX als aerosol is de ademhalingsfrequentie de snelheidsbepalende stap. De anatomie van huid en longen maken duidelijk via welke route de absorptie effectiever is. Het epitheel tussen de longblaasjes en de bloedvaten in de longen is dun en goed te passeren voor VX, terwijl absorptie via de huid minder effectief is. Daardoor worden de symptomen van VX na inhalatie al binnen seconden tot minuten (afhankelijk van de concentratie) zichtbaar.

### Metabolisme
Metabolisme van VX gebeurt door enzymatische hydrolyse. De hoofdmetabolieten die ontstaan zijn ethylmethylfosforigzuur (EMPA) en methylfosforigzuur (MPA). Ook de aanmaak van actieve metabolieten zoals de gedealkyleerde vorm van VX, desethyl-VX of het N-oxide van VX is mogelijk. In bloed uit in-vitrostudies met VX werd echter nog geen van deze reactieve metabolieten ontdekt. Wel werd desethyl-VX in bloedplasma gevonden, waar de enzymatische hydrolyse van VX tot EMPA geblokkeerd werd. Misschien wordt door deze blokkade de vorming van desethyl-VX verhoogd.

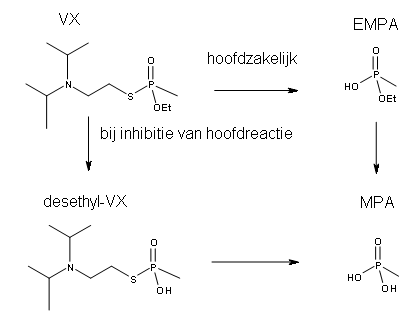
Metabolisme van VX

## Toxicodynamica
VX en andere zenuwgassen werken primair op de enzymfamilie van de cholinesterasen (ChE). Het belangrijke enzym acetylcholinesterase (AChE) dat de neurotransmitter acetylcholine (ACh) aan de cholinerg synaps hydrolyseert hoort bij deze familie.
VX bindt met een hoge affiniteit aan AChE en verstoort daardoor de interactie met ACh (zie SAR). Het accumulerende ACh heeft effecten op de twee typen ACh-receptoren in het lichaam; de nicotine- en muscarinereceptoren (resp. N en M). De N-receptoren zijn ionotrope receptoren, dat wil zeggen dat binding van ACh aan deze receptoren leidt tot natrium-influx en depolarisatie (biologie), terwijl M-receptoren 'metabotrope receptoren' (G-proteïnegekoppelde receptor) zijn. Metabotrope receptoren zijn gekoppeld aan G-eiwitten en behoren tot het secondmessengersysteem. Dit systeem heeft verschillende functies, vaak zijn ionenkanalen en enzymen betrokken of het komt zelfs tot een veranderde genexpressie. N-receptoren komen in het centraal zenuwstelsel (vooral in het ruggenmerg), in orthosympathische en parasympathische autonome ganglia en in de motorische eindplaat voor. M-receptoren zijn in het centrale zenuwstelsel (vooral in de hersenen), in de postganglionisch parasympathische zenuweinden en in het cholinerge, orthosympathische deel van de zweetklieren te vinden.
De permanente binding van ACh aan deze receptoren leidt tot ruime klinische manifestaties.

## Symptomen

### Skeletspierstelsel
De permanente activatie van nicotinerge receptoren door de ophoping van acetylcholine in de motorische eindplaat heeft ernstige, vaak dodelijke gevolgen. Belangrijke symptomen van het skeletspierstelsel zijn spiertrekkingen, krampen, verlamming en ataxie. Verlamming van het middenrif en de borstspieren is vaak de gevaarlijkste manifestatie van een VX-intoxicatie.

### Ademhalingsstelsel
Niet minder gevaarlijk zijn de manifestaties van het ademhalingsstelsel. De hierbij betrokken receptor is de muscarinerge acetylcholinereceptor. Symptomen zijn meestal dodelijk en worden ook de Killer B's genoemd, namelijk bronchorroe (verhoogde sputumproductie), bronchoconstrictie, bradypneu en bronchospasme.

### Hart- en vaatstelsel
Hoofdmanifestaties van dit stelsel zijn bradycardie en hypotensie. Soms is de bradycardie klinisch niet zichtbaar, omdat de hypoxie, veroorzaakt door de Killer B`s (zie Ademhalingsstelsel), vaak tot een orthosympathische reactie van het hart- en vaatstelsel leidt. Uiteindelijk voert dit juist tot tachycardie en hypertensie.

### Centraal zenuwstelsel
Symptomen van het centrale zenuwstelsel omvatten hoofdpijn, verwardheid, slapheid, tremor en coma. Gedragsveranderingen bij vrijwilligers, tussen 3,5 en 24 uur na toediening van lage concentraties via de huid zijn ook vermeld. Deze mensen hadden last van angst, intellectuele problemen, rare dromen en psychomotorische depressie.

## Structuur-activeitsrelaties (SAR)

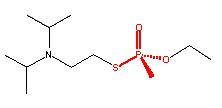
Toxicofoor van VX

Voor de inhibitie van de cholinesterase is het organofosfor-ester verantwoordelijk en dit maakt het toxicofore deel, dus de schadelijke werking, uit van deze molecule.  Dit organofosforester bestaat uit een fosfor met vier gebonden restgroepen (R1: =O; R2: -S-C; R3: -C; R4: -O-C ). Organofosforesters kunnen cholinsterasen blokkeren door een fosforylering van een serineresidu (hydroxylgroep), dat aan de esterkant van de cholinesterase zit. Tijdens deze interactie komt het tot spontane dealkylering van VX tot desethyl-VX en het enzym wordt irreversibel geblokkeerd. De halveringstijd voor dit afbraakproces is voor VX meer dan 40 uur, dit betekent dat elke 40 uur de helft van het betrokken acetylcholinesterases een irreversibele binding met VX aangaat.

## Toxiciteit

### Acute toxiciteit
De toxiciteit en vooral de LD50 van VX wordt bepaald door dierproeven en niet door onderzoek op mensen. De verkregen resultaten voor toxiciteit en LD50 in bepaalde dieren worden vervolgens omgerekend naar de mens. VX kan op verschillende manieren in het lichaam opgenomen worden en de weg van opname bepaalt de mate van toxiciteit (zie tabel).
| blootstelling                | acuut toxisch niveau |
| ---------------------------- | -------------------- |
| inhalatie LCt50 (mg-min/m3)  |                      |
| mens                         | 30                   |
| hond                         | 15                   |
| rat                          | 17                   |
| huid, aerosol (mg-min/m3)    |                      |
| mens                         | 6                    |
| hond                         | 4,6                  |
| konijn                       | 8,3                  |
| huid, vloeistof LD50 (mg/kg) |                      |
| mens                         | 0,04/0,14            |
| hond                         | 0,054                |
| konijn                       | 0,025                |
| rat                          | 0,10                 |
| intraveneus LD50 (mg/kg)     |                      |
| mens                         | 0,008                |
| hond                         | 0,0063               |
| konijn                       | 0,0084               |
| rat                          | 0,0079               |

Bij het onderzoek naar VX dat via de huid wordt opgenomen zijn meerdere factoren van belang, zoals kleding en windsnelheid. Als mensen aan VX worden blootgesteld en kleding dragen, dan verhoogt de LCt50-waarde van 6 mg-min/m3 (bij de blote mens, vergelijk tabel) naar 60 mg-min/m3 bij een windsnelheid van 32 km/h. De windsnelheid heeft eveneens een invloed op de mate van toxiciteit van VX. In de tabel wordt een LCt50 waarde van 6 mg-min/m3 aangegeven en dit geldt voor een windsnelheid van 32 km/h. Als deze naar nul daalt, dan stijgt de LCt50 waarde naar 360 mg-min/m3.

### Chronische blootstelling
Chronische toxiciteit is, anders dan acute toxiciteit weinig onderzocht. Bij chronische blootstelling is een verminderde cholinesteraseactiviteit vastgesteld.
Er zijn geen studies bekend of VX carcinogeen is.
De mutagene werking van VX is in het U.S. Army Medical Bioengineering Research and Development Laboratory onderzocht. De resultaten, verkregen uit de Ames-test zijn negatief. Of VX een teratogeen is, is onderzocht bij schapen die door een ongeluk aan VX zijn blootgesteld. Het blijkt dat VX geen effect heeft op de embryo. Voortplantingsstudies zijn eveneens op schapen uitgevoerd, die blootgesteld waren aan VX. Het reproductiepotentiaal is over drie generaties bekeken en daarbij zijn geen afwijkingen gevonden.

## Detoxificatie
VX kan transformeren tot niet-giftige stoffen. Daarbij speelt de P-S binding een belangrijke rol. Detoxificatie vindt alleen plaats als deze P-S-binding verbroken wordt. Verschillende typen van chemische reacties kunnen tot detoxificatie leiden. Een typische reactie is die met anionische nucleofiel aan de fosfor, waardoor de O-alkyl en/of de S-alkylgroepen afgesplitst worden. Verder reageert VX met vrije radicalen of radicale anionen, die een stapsgewijze afbraak van VX mogelijk maken, omdat anorganische producten kunnen ontstaan die niet meer giftig zijn. Deze twee reacties blijken niet efficiënt te zijn en daarom worden nieuwe reactiemechanismen onderzocht.
Een mogelijkheid is hydrolyse met H2O of OH−, maar dit is afhankelijk van de temperatuur en de pH-waarde en verder gebeurt dit heel langzaam.
Een andere mogelijkheid is de splitsing van de C-S binding met behulp van een gedeprotoneerde aminogroep, waardoor niet-giftig thiozuur kan ontstaan.
Andere mogelijke detoxificatiereacties zijn: reacties met H2O2 en VX, die eveneens pH-afhankelijk zijn, reacties met alkoxide-anionen, oxidatie met behulp van peroxyzuren en katalytische hydrolyse.

## Behandeling
Ter voorzorg van een VX-besmetting is het nodig speciale kledij te dragen. Verder zijn huidcrèmes ontwikkeld, die zelfs tegen een hoge dosis van VX kunnen beschermen. Tijdens de Golfoorlog is pyridostigmine-bromide, een reversibele inhibitor van acetylcholinesterase, gebruikt om de schadelijke werking van VX te voorkomen.
Na blootstelling moet een geïnfecteerde direct ontsmet worden. Dit kan door de verwijdering van kleding en grondig wassen met water en zeep. Druppeltjes op de huid mogen niet weggeveegd worden, maar moeten met absorberend poeder bedekt worden/
Verder is het noodzakelijk dat atropinesulfaat zo snel mogelijk wordt toegediend. Dit moet over een tijdsperiode gebeuren en na de eerste dosis van 2 mg wordt om de 10-15 minuten een nieuwe dosis gegeven. Om de acetylcholinesterase-enzymen te regenereren moeten oximen, zoals pralidoximezouten, zo snel mogelijk in een dosis van 500 mg tot 1 g toegediend worden. Diazepam, een allosterische regelaar voor GABA activiteit, in een dosis van 5 mg wordt eveneens intraveneus toegediend, om krampen te voorkomen. Om de 15 minuten moeten verdere doses (tot 15 mg) van diazepam toegediend worden.
Ter ontsmetting van ruimtes kan bleekmiddel gebruikt worden.

## Aanverwante vormen
Een isomeer van VX, R-VX (Russian-VX, S-2- (diethylamino)ethyl O-isobutyl methylphosphonothioate) geproduceerd in Rusland, heeft analoge eigenschappen.